# Val Sesis
La Val Sesis è una valle formata dal fiume Piave nel territorio di Sappada, in provincia di Udine.

## Descrizione
La Val Sesis ha un orientamento da nord verso sud, inizia presso Cima Sappada a 1.292 m s.l.m e termina all’altitudine di 2.037 m s.l.m in prossimità delle sorgenti del Piave. Non vi sono insediamenti umani, fatta eccezione per un piccolo borgo sorto attorno a un mulino del XVII secolo e qualche casera abitata solo nel periodo estivo. Ciò rende l’ambiente della valle pressoché incontaminato: sono infatti presenti piante rare come la scarpetta della Madonna e varie altre specie di orchidee. Anche la fauna conta varie specie rare, tra cui l’aquila reale, la salamandra nera e lo scazzone.